# Atak szarańczy
Atak szarańczy (ang. Locusts ) – amerykański film katastroficzny z 2005 roku. Film znany jest też w Polsce pod alternatywnym tytułem Szarańcza.

## Opis fabuły
Doktor Maddy Rierdon pracuje z Departamentem Rolnictwa. Jeden z jej współpracowników, doktor Axelord, na zlecenie wojska tworzy groźną odmianę szarańczy. Kobieta zwalnia go z pracy i próbuje przekonać władze do zaprzestania eksperymentów genetycznych. Jednak jeden z pracowników Axelorda zabiera potajemnie kilka okazów zmutowanych owadów. Miesiąc później chmary szarańczy, która rozmnaża się w zastraszającym tempie,  atakują rolnicze tereny Kalifornii.

## Obsada
- Lucy Lawless – Maddy Rierdon
- John Heard – Peter Axelrod
- Mike Farrell – Rierden
- Dylan Neal – Dan Dyrer
- Gregory Alan Williams – generał Miller
- Natalia Nogulich – Lorelei Wentworth